# Rockleigh
Rockleigh è un comune degli Stati Uniti d'America, situato nello stato del New Jersey, nella contea di Bergen.
Fa parte dell’area metropolitana di New York.